# Contea di DeKalb (Tennessee)
La contea di DeKalb (in inglese DeKalb County) è una contea dello Stato USA del Tennessee. Il nome le è stato dato in onore del generale Johann de Kalb. Al censimento del 2000 la popolazione era di 17 423 abitanti. Il suo capoluogo è Smithville.

## Geografia fisica
L'U.S. Census Bureau certifica che l'estensione della contea è di 852 km², di cui 789 km² composti da terra e i rimanenti 63 km² composti di acqua.

## Contee confinanti
- Contea di Putnam, Tennessee - nord-est
- Contea di White, Tennessee - est
- Contea di Warren, Tennessee - sud
- Contea di Cannon, Tennessee - sud-ovest
- Contea di Wilson, Tennessee - ovest
- Contea di Smith, Tennessee - nord-ovest

## Storia
La Contea di DeKalb venne costituita il 2 dicembre 1837.

## Città
- Alexandria
- Dowelltown
- Liberty
- Smithville